# Usdżali Saghir
Usdżali Saghir – wieś w Syrii, w muhafazie Aleppo, w dystrykcie Manbidż. W 2004 roku liczyła 1093 mieszkańców.